# Březová (kraj morawsko-śląski)
Březová – gmina w Czechach, w powiecie Opawa, w kraju morawsko-śląskim. Według danych z dnia 1 stycznia 2012 liczyła 1395 mieszkańców.
Podział administracyjny
- Březová
- Gručovice
- Jančí
- Leskovec
- Lesní Albrechtice